# Арієшу-де-Педуре
Арієшу-де-Педуре (рум. Arieșu de Pădure) — село у повіті Марамуреш в Румунії. Входить до складу комуни Сатулунг.
Село розташоване на відстані 404 км на північний захід від Бухареста, 11 км на південний захід від Бая-Маре, 90 км на північ від Клуж-Напоки.

## Населення
За даними перепису населення 2002 року у селі проживали 247 осіб, з них 245 осіб (99,2%) румунів. Усі жителі села рідною мовою назвали румунську.